# SotelTchad
SotelTchad (właśc. franc. Societe des Telecommunications Internationales du Tchad) – czadyjski państwowy operator telekomunikacyjny, dostawca telefonii stacjonarnej, komórkowej, oferujący telefoniczne połączenia krajowe oraz zagraniczne, jak również usługi internetowe. 
Przedsiębiorstwo powstało w 2000 roku, gdy usługi telefoniczne zostały wyodrębnione z pocztowych. Rząd Czadu planował początkowo sprywatyzowanie przedsiębiorstwa poprzez przetarg międzynarodowy, lecz ostatecznie zrezygnował z tego a firma pozostała w rękach państwowych. Według danych firmy w 2000 r. było ok. 10,2 tys. abonentów telefonicznych oraz ok. 1 tys. użytkowników internetu w całym kraju. 
W 2001 r. SotelTchad nawiązał współpracę z amerykańską firmą ITXC i przy jej pomocy oferuje międzynarodowe rozmowy telefoniczne przez internet (VoIP).
Siedziba przedsiębiorstwa znajduje się w Ndżamenie.